# Liste des lacs d'Irlande
Cet article dresse une liste de lacs d'Irlande, lacs naturels et retenues d'eau artificielles.
Le mot lough vient du vieil irlandais et signifie lac. Il est l’équivalent de l’écossais loch.
Toutes les étendues d'eau ne peuvent être listées : sont signalés ici les 36 lacs ayant une importance géographique, géologique ou historique.

## Lacs
- Lough Allen, comté de Leitrim
- Lough Arrow, comté de Sligo

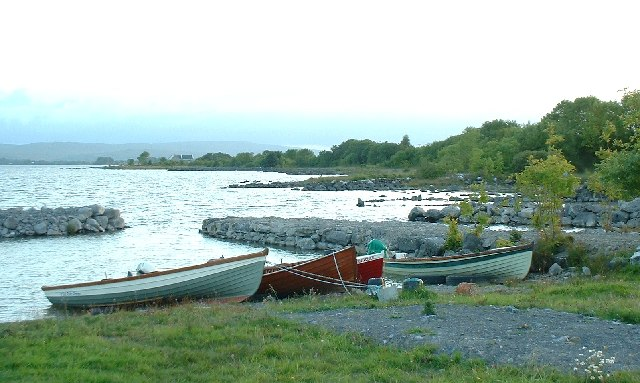
Bateaux de pêche à Inchiquin, Lough Corrib.

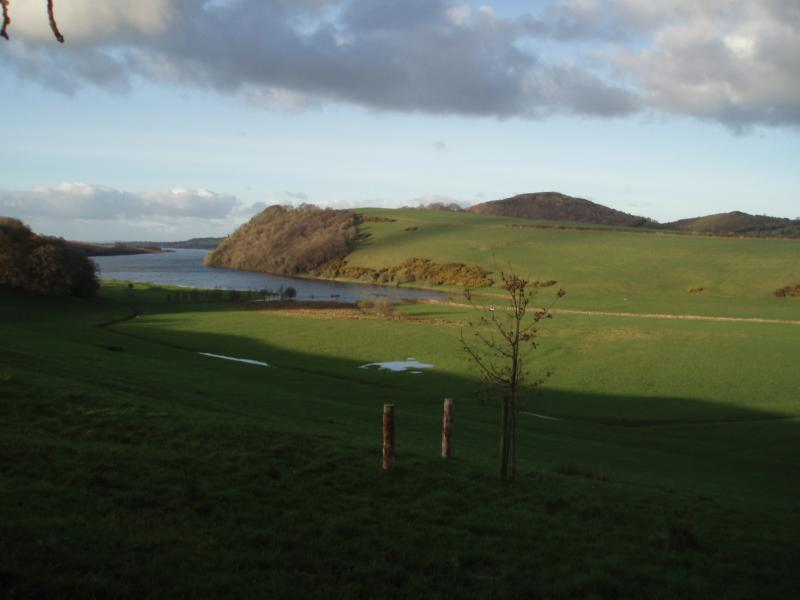
Lough Derravaragh et Knockeyon.

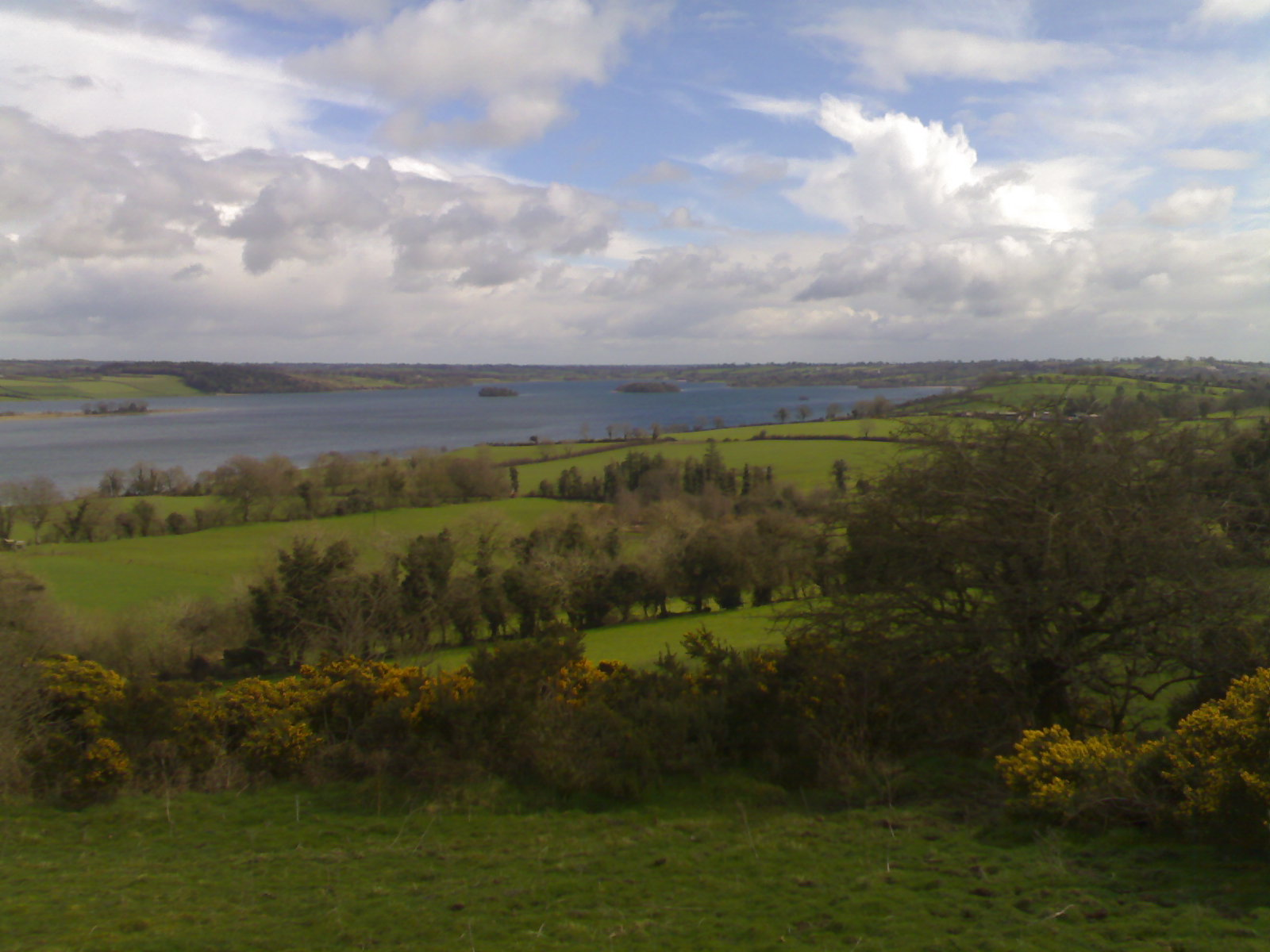
Lough Lene et l'île Turgesius.

- Lough Boderg, entre les Comtés de Roscommon et de Leitrim
- Lough Brackley, comté de Cavan
- Lough Carra, comté de Mayo
- Lough Conn, comté de Mayo
- Lough Corrib, comté de Galway le deuxième plus grand de l'île d'Irlande et le plus grand de la république d'Irlande
- Lac Craghy, comté de Donegal
- Lough Cullin, comté de Mayo
- Lough Dan, comté de Wicklow
- Lough Derg (Shannon), comtés de Tipperary, Galway, Clare
- Lough Derg (Donegal), comté de Donegal
- Lough Derravaragh, comté de Westmeath
- Lough Drumharlow, comté de Roscommon
- Lac Dunglow, comté de Donegal
- Lough Ennell, comté de Westmeath
- Lough Erne, comté de Fermanagh
- Lough Forbes, entre les comtés de Roscommon et de Longford
- Lough Finn, comté de Donegal
- Lough Gara, comté de Sligo
- Lough Gill, comté de Sligo
- Lough Gur, comté de Limerick
- Lough Key, comté de Roscommon
- Lacs de Killarney, dont le Lough Leane, comté de Kerry
- Lough Kindrum, comté de Donegal
- Lough Lene, comté de Westmeath
- Lough Mask, comté de Mayo
- Lough Melvin, à la frontière entre le comté de Leitrim et l'Irlande du Nord
- Lough Neagh, Irlande du Nord, le plus grand lac d'Irlande et même de toutes les îles Britanniques
- Lough Oughter, comté de Cavan
- Lough Owel, comté de Westmeath
- Lough Ramor comté de Cavan
- Lough Ree, baignant les comtés de Westmeath, de Longford et de Roscommon
- Lough Rynn, comté de Leitrim
- Lough Sheelin, baignant les comtés de Westmeath, de Cavan et de Meath
- Lough Sillan, comté de Cavan

## Baies portant traditionnellement le nom de lac
- Belfast Lough
- Carlingford Lough
- Lough Foyle
- Larne Lough
- Lough Swilly
- Lough Hyne
- Strangford Lough
- Loch an Aibhnín, comté de Galway
- Dundrum Bay (Loch Rudhraighe)
- Galway Bay (Loch Lurgain)
- Roaringwater Bay (Loch Trasna)

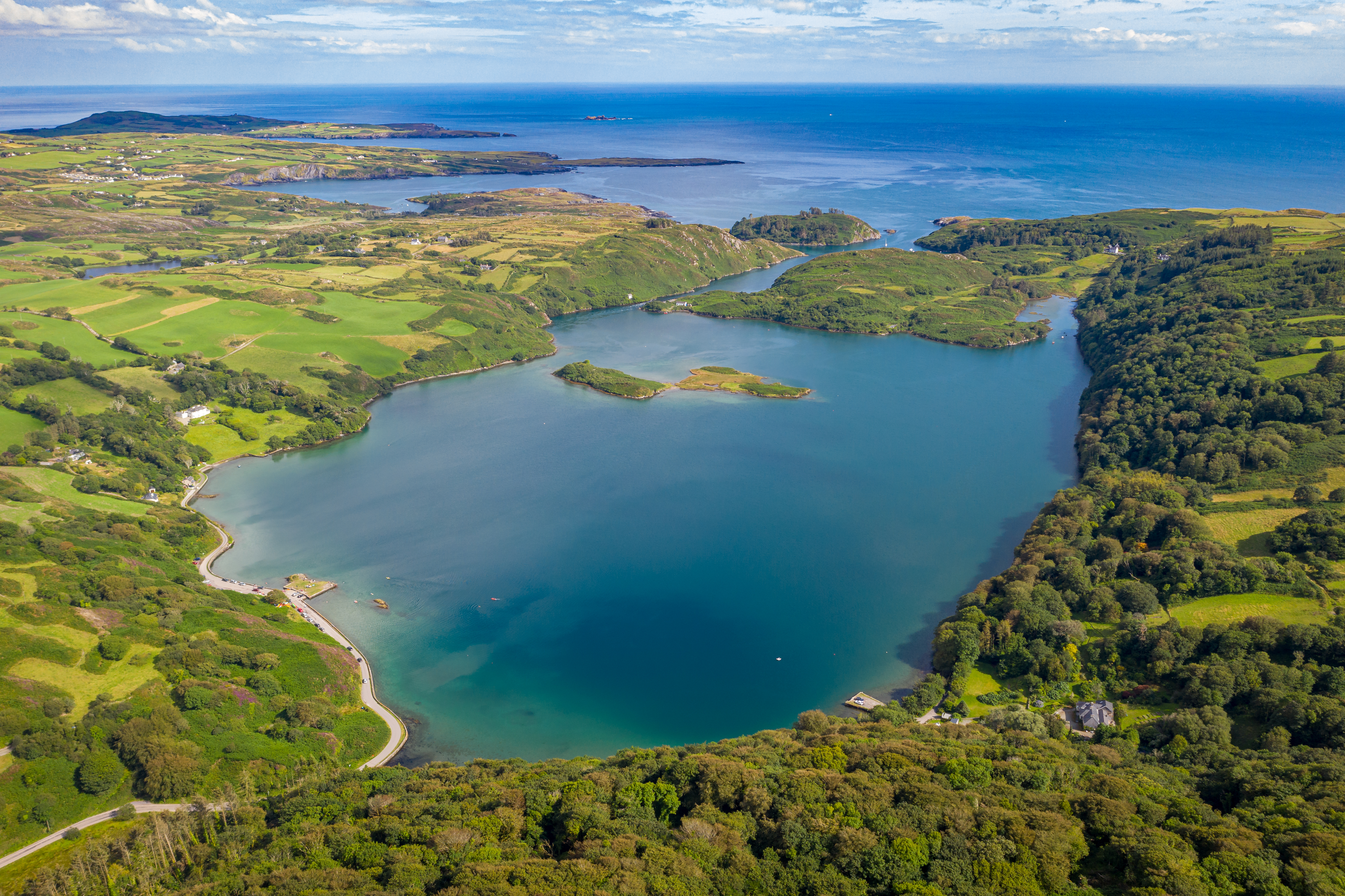
Lough Hyne, dans le comté de Cork. Juillet 2019.

- Estuaire du Shannon (Loch Luimnigh)
- Lough Mahon
- Lough Beg
- Castlemaine Harbour (Loch na dTrí gCaol)
- Wexford Harbour (Loch Garman)